# Janja Gora
Janja Gora – wieś w Chorwacji, w żupanii karlowackiej, w gminie Plaški. W 2011 roku liczyła 112 mieszkańców.